# 伊格爾群島

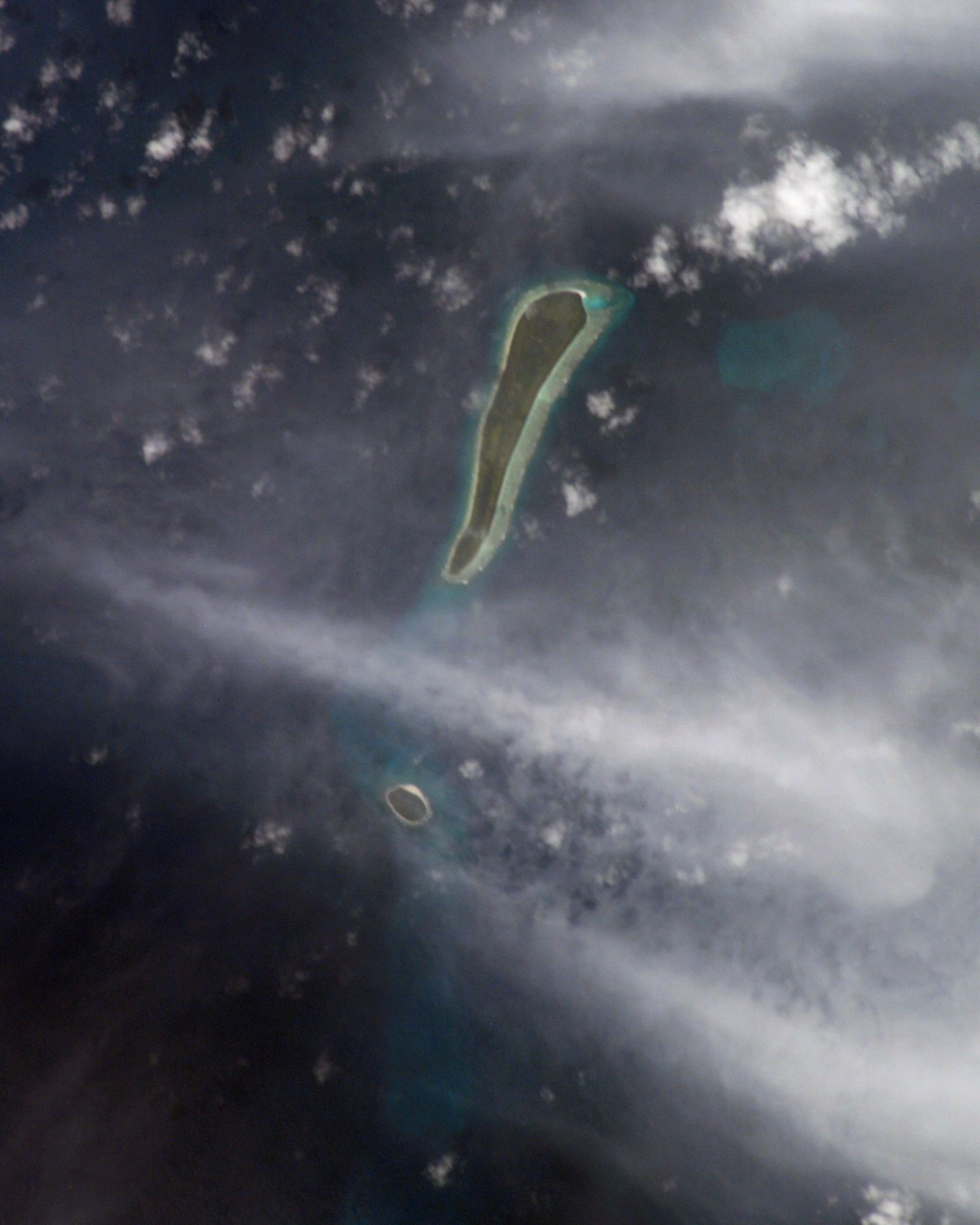

伊格爾群島是印度洋的群島，屬於查戈斯群島的一部分，由2座島嶼組成，行政方面由英屬印度洋領地負責管轄，距離三兄弟群島以西約20公里，總面積2.5平方公里，島上無人居住。

## 外部連結
- Joint Services Expedition To Danger Island - (1975) commemorative postcard（页面存档备份，存于）
- Chagos research papers and books

06°12′S 71°19′E / 6.200°S 71.317°E